# Bahá'í-trons religiösa lagar
Bahá'í-trons religiösa lagar finns huvudsakligen i Bahá'u'lláhs bok Kitáb-i-Aqdas (Den allra heligaste boken), utgiven 1873, och i viss utsträckning i andra av Bahá'u'lláhs många böcker och skrifter samt i Bábs skrifter. En sammanfattning på svenska finns i häftet Ett kyskt och heligt liv.
Enligt bahá'í-läran finns ett starkt samband mellan människans andliga liv och hennes sociala liv. Orsak och verkan gäller i båda riktningarna. Det finns därför ingen skarp gräns mellan andliga frågor och samhällslivet. En grundregel i bahá'í-läran är att goda tankar och ord inte räcker långt. Det är genom sina gärningar den bahá'í-troende ska utmärka sig.

## Lättnader i Västvärlden
Bahá'í är en religion med få ritualer, inget prästerskap och inga sakrament. Kitáb-i-Aqdas, som av de troende anses vara Guds lagar i modern tid, uppenbarades för Bahá'u'lláh på världsspråket arabiska och inte på persiska för att påvisa bokens universella status. Lagarna rör bara de som är Bahá'í-troende. När det gäller de nordiska språken finns Kitáb-i-Aqdas ännu bara översatt till danska. I de råd och anvisningar som publicerats ses inte Kitáb-i-Aqdas som en bok med lagar som slaviskt ska följas, eftersom religionen, enligt Bahá'í-läran, är en sak mellan Gud och den enskilde. Bahá'u'lláh själv beskriver dem som Hans ”kärleksfulla försyns lampor” och Hans ”barmhärtighets nycklar” för skapelsen.
En stor del av lagarna i Kitáb-i-Aqdas gäller ännu inte för bahá'íer i västvärlden. Universella Rättvisans Hus, som är trons högsta organ, och innan dess trons Beskyddare Shoghi Effendi har löpande utfärdat bestämmelser för i vilken utsträckning de ska tillämpas i olika delar av världen. Detta beror på att de Bahá'í-troende i framför allt väst (både individer och samfund) inte anses mogna för att ta emot och tillämpa dessa lagar. Lagarna i Kitab-i-Aqdas är avsedda för en tidsperiod som sträcker sig över ett tusen år och är egentligen ämnade för ett samhälle där Bahá'í-normer och värderingar är rådande. I nuläget har en annan av Bahá'u'lláhs lagar företräde, nämligen att bahá'íer som lever i länder med "rättfärdiga" regeringar (dvs. i demokratier och inte i diktaturstater) ska lyda de lagar och förordningar som landets riksdag och regering stiftar. Till viss del är lagarna i Kitáb-i-Aqdas och lagstiftningen i dagens liberala demokratier oförenliga. Ett exempel är Bahá'u'lláhs lagar om arv. Å andra sidan har många av de lagar som Bahá'u'lláh för 150 år sedan i Kitáb-i-Aqdas och andra skrifter dikterade för sina döttrar (som höll i pennan) – som jämställdhet mellan könen, obligatorisk skolgång för barn, förbud mot sexuellt utnyttjande av barn, förbud mot slaveri, förbud mot rasism, narkotikalagar med mera – införts eller är på väg att införas i de flesta av världens länder.
Grundsynen inom Bahá'í-tron är att alltfler människor kommer att övergå till Bahá'u'lláhs lära under de kommande århundradena, och i och med detta kommer hans lagar att bli universella. Dessutom gäller att Universella Rättvisans Hus har rätt att stifta lagar i frågor som Bahá'u'lláh inte har berört samt förtydliga de av Bahá'u'lláhs lagar som anses som måste tolkas. 
Det är endast ett fåtal obligatoriska regler som bahá'íer i väst måste ta hänsyn till
- Äktenskapslöftet "Vi skall alla i sanning leva efter Guds vilja" uttalas var för sig av brud och brudgum i närvaro av två vittnen som är erkända av det Lokala Andliga Rådet.
- Ett fåtal anvisningar för begravning
- Att be en av tre obligatoriska böner som Bahá'u'lláh uppenbarat. Bönen måste läsas i enrum.
- Att recitera Guds namn Alláh-u-Abhá 95 gånger per dag. Man kan göra detta på sitt modersmål ("O Gud, o allhärligaste", "Gud, härligaste Gud", "Gud, Allstrålande Gud", engelska: "God is Most Glorious".

## Religiösa lagar
Några av de religiösa lagar och regler som Bahá'u'lláh främst tar upp i Kitáb-i-Aqdas, och som de troende följer i både öst och väst, berör bland annat följande områden:

### Bön och läsning
Bahá'íer som är mellan 15 och 70 år gamla ska dagligen be någon av de tre böner som Bahá'u'lláh föreskrivit. Undantag beviljas om den enskilde är för sjuk, är opasslig eller befinner sig i fara, eller om han eller hon utsätter andra för fara. Det finns en mycket kort bön, en medellång och en lång bön, alla uppenbarade av Bahá'u'lláh och ingen heligare än de andra, och den som ber ska vända sig mot Bahjí i Acco i Israel. Eftersom bahá'íerna inte får kontrollera varandra med avseende på hur de sköter sina religiösa plikter är gemensamma gudstjänster eller andakter med de obligatoriska bönerna förbjudna inom Bahá'í-tron, bortsett från begravningsbönen. Den dagliga obligatoriska bönen ska alltså alltid läsas enskilt.
Det finns förutom de obligatoriska bönerna många andra böner som är uppenbarade av Báb, Bahá'u'lláh och 'Abdu'l-Bahá som behandlar livets alla områden och dessutom tron och målet att skapa ett världssamhälle.
Bahá'íer ska dessutom läsa ett stycke ur Bahá'u'lláhs skrifter (till svenska finns bland annat Sju Dalar, Bahá'u'lláhs Förborgade Ord, Kitáb-i-Iqán (Visshetens Bok) och Axplock ur Bahá'u'lláhs Skrifter översatta) två gånger dagligen, morgon och kväll, samt reflektera (meditera) över innehållet. När det gäller läsning ur de heliga skrifterna gör bahá'íer det ofta i grupp, till exempel vid Nittondedagsfesterna, gemensamma fastefrukostar, Ridván, helgdagar knutna till Bahá'u'lláh och Báb samt vid andaktsstunder som bahá'íer anordnar för intresserade på olika orter.

### Fasta
Bahá'íer fastar årets sista månad, Upphöjdhet, från 2 mars till 20 mars. Troende mellan 15 och 70 år ska fasta mellan soluppgången och solnedgången i 19 dygn. I länder som ligger långt norrut bestämmer Nationella Andliga Rådet vilka klockslag som ska räknas som soluppgång och solnedgång i olika nordliga provinser eller städer. Den som är sjuk eller gravid kan undantas från fastereglerna, liksom vissa resenärer och personer med tungt arbete. Det är tillåtet att fasta utöver den föreskrivna 19-dagarsmånaden.

### Skvaller och ryktesspridning
Att ägna sig åt ryktesspridning eller att baktala någon är förbjudet och betraktas som skadliga företeelser som genererar mycket negativa effekter för såväl samfund som för de enskilda som är inblandade. I stället för att söka fel hos andra och baktala dem ska de troende sträva efter att utforska sina egna fel och brister, slår Shoghi Effendi fast i ett brev till en enskild Bahá'í-troende (Living the Life, sid 3, 12 maj 1925).

### Alkohol och andra droger
De Bahá'í-troende tillåts inte dricka alkohol. Övriga droger är också totalförbjudna utom när de används som läkemedel ordinerade av en läkare. Det icke-medicinska nyttjandet av opium och andra sinnesförändrande droger som cannabis och LSD fördöms särskilt hårt i Bahá'í-skrifterna eftersom dessa droger anses vända nyttjaren ifrån Gud i särskilt hög grad. Tobak är inte förbjuden, men de troende avråds från att använda den. Bahá'íer får äta alla typer av mat, men bland annat 'Abdu'l-Bahá har skrivit att han förväntar sig att människorna i det framtida världssamhället kommer att vara vegetarianer.

### Bidrag till Bahá'í-fonderna
De Bahá'í-troende förväntas bidra ekonomiskt till Bahá'í-rörelsens verksamhet och fonder då Bahá'í-samfundet inte tar emot några som helst pengar från det allmänna. Storleken på de summor som den enskilde skänker är emellertid strikt konfidentiell, liksom det inte får avslöjas om den enskilda bidrar eller inte. Åtskild från inbetalningen till fonderna är lagen om "Guds rättighet" – Huqúqu'lláh – som uppgår till 19 procent av den troendes nettoöverskott (lönen minus skatt och levnadsomkostnader). Även dessa belopp hålls hemliga.

### Äktenskap
I Kitáb-i-Aqdas rekommenderas att man ingår äktenskap eftersom mannen och kvinnan bildar en enhet som hjälper varandra att växa andligt, men det är inte obligatoriskt att gifta sig. Sexualiteten ses som en normal och sund del av äktenskapet. Sex är dock endast tillåtet mellan en man och en kvinna som är gifta med varandra. Detta utesluter sex före äktenskapet, homosexuella och polygama äktenskap och otrohet. 'Abdu'l-Bahá säger om äktenskapet att det är ett förbund och djup kärlek mellan de båda hälfterna. Mannen och kvinnan måste uppbjuda yttersta omtänksamhet och känna till varandras karaktär. Äktenskapet är ett evigt band som måste skyddas av ett fast förbund, och avsikten måste vara att främja harmoni, vänskap och sammanhållning och att vinna evigt liv.
Skilsmässa är möjlig endast om uttalad aversion föreligger. Ett års betänketid krävs plus medgivande från det Lokala andliga rådet (vilket råden i stort sett alltid ger). 

### Laglydnad och undvikande av politik
De Bahá'í-troende uppmanas att lyda lagarna och makthavarna om de lever i länder som har "rättfärdiga" regeringar. Däremot förbjuds de att vara medlemmar i något politiskt parti, eftersom Bahá'u'lláh menar att de troende kommer att dra åt olika håll och splittra enheten i Bahá'í-samfundet eftersom de med nödvändighet kommer att engagera sig i partier med olika politisk färg om de tillåts att göra detta.

### Bahá'í och homosexualitet
Det har varit förenat med ganska stora problem för Shoghi Effendi med flera att översätta litteraturen, och då särskilt paragraferna i Kitáb-i-Aqdas, till engelska och andra västerländska språk. Ett exempel är § 107, som i den engelska översättningen lyder: "We shrink, for very shame, from treating of the subject of boys."
Den vanligaste tolkningen är ett förbud mot homosexualitet. Orden "homosexuell" och "heterosexuell" eller några motsvarigheter existerade emellertid inte på arabiska på 1870-talet, utan som religionsforskaren R. Jackson Armstrong-Ingram påpekar användes i den muslimska världen sedan länge beteckningarna zina och liwat som har att göra med penetration utförd av någon som är ogift respektive gift. Dessutom existerade i bland annat det alltmer dekadenta Osmanska riket en form av horhus där pojkar eller flickor utklädda till pojkar bjöds ut för sexuella tjänster. Bahá'u'lláhs förbud kan därmed översättas som ett förbud för män att utnyttja prostituerade, eller ett förbud mot sexuellt utnyttjande av barn (i båda fallen lagar vi har i Sverige idag).
Oavsett detta står det klart, enligt brevsvar och rekommendationer från Shoghi Effendi och Universella Rättvisans Hus att endast en man och en kvinna som är gifta med varandra får ha samlag. Det är ett förbud som inte enbart omfattar sex mellan homosexuella. Bahá'í-tron förbjuder inte homosexuella troende. Samtidigt finns en öppenhet för att läkarvetenskapen kan komma att klarlägga orsakerna till homosexualitet.
Som med andra lagar i Bahá'í-tron är frågan ytterst en sak mellan den enskilde troende och Gud. Det finns dessutom ett förbud formulerat av Bahá'u'lláh att de bahá'í-troende ska lyda de lagar som finns i det land man bor i. Sverige och en rad andra länder förbjuder diskriminering, och detta är något som även bahá'í-samfunden måste rätta sig efter. Svenska Bahá'í-samfundet var tillsammans med Evangeliska Frikyrkan och Svenska Frälsningsarmén trossamfund som år 2008 hos Kammarkollegiet själva begärde att få sin vigselrätt upphävd när lagstiftarna började ställa krav på att de som förordnats som vigselförrättare även måste viga homosexuella.

## Övriga föreskrifter
- Nittondedagsfesten firas (i regel) i det lokala samfundet varje gång någon av årets 19 månader börjar. 19-dagsfesten består av en religiös del, en administrativ del och en fest. Samfundets medlemmar turas om att vara värdar.
- Förbud mot prästerskap, munkväsen och religiöst ledarskap med tolkningsföreträde. Trosfrågor är i slutändan alltid en sak mellan den enskilde och Gud.
- De troende ska undervisa i Bahá'u'lláhs lära; detta omfattar såväl nyfikna som nytillkomna troende och de barn och ungdomar som finns inom samfundet. Bahá'í-rörelsen har arbetat fram ett system kallat Ruhi-kurser för undervisningsändamål.
- De troende ska göra en pilgrimsresa till i första hand Haifatrakten en gång i livet om de har möjlighet.
- Läsa ur de heliga skrifterna och studera Tron varje dag.
- Inte döda, misshandla, stjäla, bedraga, vittna falskt – det vill säga följa de "bud" som finns i alla världsreligioner.
- Inte skymfa, baktala eller såra andra människor av något som helst skäl.
- Verka mot vidskepelse och verka för att Bahá'í-tron har en balans mellan vetenskap och andlighet ("som en fågel måste ha två vingar för att kunna flyga")
- Vara beredd att flytta – om detta inte förorsakar familjen några större problem – till en ort eller ett land för att hjälpa tron att få ett fäste där. De som byter bostadsort eller land av detta skäl kallas för pionjärer.